# Eiphosoma shaghi
Eiphosoma shaghi là một loài tò vò trong họ Ichneumonidae.